# Avelino Cadilla
Avelino Cadilla (* 1918 in Uruguay; † 1974) war ein uruguayischer Fußballspieler.

## Karriere

### Verein
Defensivakteur Cadilla spielte auf Vereinsebene mindestens 1937 und 1940 für River Plate Montevideo in der Primera División. 1941 und 1942 stand er bei River Plate Buenos Aires unter Vertrag. Sein Verein gewann in beiden Jahren die Argentinische Meisterschaft.

### Nationalmannschaft
Cadilla war Mitglied der A-Nationalmannschaft Uruguays, für die er zwischen dem 6. Januar 1937 und dem 26. Februar 1941 sieben Länderspiele absolvierte. Ein Länderspieltor erzielte er nicht. Er gehörte zum Aufgebot Uruguays bei den Südamerikameisterschaften 1937 und 1941, bei der die von Alberto Suppici (1937) bzw. José Pedro Cea (1941) betreute Celeste den dritten bzw. zweiten Platz belegte.

### Erfolge
- Vize-Südamerikameister: 1941
- Argentinischer Meister: 1941, 1942